# Мохово (Польща)
Мохово (пол. Mochowo) — село в Польщі, у гміні Мохово Серпецького повіту Мазовецького воєводства.
Населення — 284 особи (2011).
У 1975-1998 роках село належало до Плоцького воєводства.

## Демографія
Демографічна структура станом на 31 березня 2011 року:
|          | Загалом | Допрацездатний вік | Працездатний вік | Постпрацездатний вік |
| -------- | ------- | ------------------ | ---------------- | -------------------- |
| Чоловіки | 151     | 35                 | 103              | 13                   |
| Жінки    | 133     | 16                 | 91               | 26                   |
| Разом    | 284     | 51                 | 194              | 39                   |